# 三國志IV
《三國志IV》是光荣（现为光榮特庫摩）所發售的歷史模擬遊戲，屬於三國志系列遊戲中的第四作。在家用遊戲主機版發售後，同樣被移植到Windows版。
本作的背景音樂改由長生淳作曲，Windows版支援於9X的作業系統，如95、98、ME，不支援NT核心的作業系統，如NT、2000、XP、Vista。超任版於2007年2月被移植到Wii的Virtual Console，2013年7月起，可使用Wii U購買下載遊戲。本作於Game Boy Advance版稱為「三國志」，於任天堂DS版稱為三國志DS2，雖然遊戲名不同，但均以本作為基礎設計的。

## 簡介
本作與前作三國志III相同，都是以中國的三國時代為背景，目標是在當時的中國全土稱霸。

### 與前作的不同點
1. 與前作相比，簡化了內政與情報等指令，進行戰略面工作的難易度下降了。
2. 本作開始新增了武將的特殊技能。
3. 取消了前作的武將身分(文官、武官、軍師、將軍)限制。
4. 本作開始有異民族登場，如山越、烏丸、羌、南蛮。異民族會有攻擊中國都市的突發事件。
5. 戰鬥面的野戰與攻城戰與前作不同。
6. 前作中指揮官的能力值、部隊的訓練度、士氣等為決定勝負的重要因素；而本作改為指揮官有無特殊擅長的兵科，與有無副將參與戰鬥來影響勝負。
7. 武將單挑的頻率提高了，攻城武器投石車在本作登場。
8. 雖然總登場武將數較前作減少，但三國鼎立時代後期登場的武將增加了，解決了前作在後期劇本，玩家面臨屬下武將不夠擔任太守，導致最終Game Over的問題。
9. 追加了新歷史事件。
10. 自本作起，光榮開始發售PowerUpKit（日语：パワーアップキット）[1]，簡稱「PK版」，相當於其他遊戲的資料片，但通常是追加事件或劇本。

## 關於身份
本作中武將的身分有6類：君主、太守、軍師、侍中、将軍、一般。前作中的文官與武官於本作合併為「一般」。被任命官職的武將忠誠度會提高，反之被降職者則會下降。
太守
管理都市的首長。
軍師
能在所在都市的城內畫面提供軍事面建言，任命條件是該武將的智力90與政治80以上，可以任命多個軍師，但僅會顯示當中能力值最高的軍師建言。此外，野戰時防守方如果有符合任命軍師條件的武將參戰，可以使用陷阱、火計等策略。
侍中
能在所在都市的城內畫面提供内政面建言，任命條件是該武將的政治85。可以任命多個侍中。
将軍
任命條件是該武將統率與武力的總和值150以上。被任命將軍的武將戰場上的攻撃力會提升，傷病的回復會其他身分的武將快。
前作中軍師的智力數値影響建言的準確度，使用道具，讓軍師的智力超過100，其建言必定完全正確；但在本作中改為與智力水平無直接相關。

## 特殊能力
本作開始導入武將的特殊技能系統，主要是與內政、計策、軍事有關的能力，全部技能有24個，擁有最多特殊技能的是諸葛亮的21個。最少的是夏侯楙的0個。
外交
提高外交談判成功的能力。
情報
潛入他国成功獲得情報的能力。沒有掌握情報的敵國都市，對其計策的成功率會下降。
人材
人材搜索與錄用成功的能力。
製造
兵器製造的能力。可以製造連弩、衝車、投石車等。
作敵
提高計策「敵中作敵」成功的能力。
駆虎
提高計策「駆虎呑狼」成功的能力。
流言
提高計策「流言飛語」成功的能力。
焼討
提高計策「焼討」成功的能力。
諜報
提高計略「諜報」成功的能力。
步兵
提高率領步兵部隊的能力。
騎兵
提高率領騎兵部隊的能力，同上。
弓兵
提高率領弓兵部隊的能力，同上。
海戰
提高率領水軍的能力。
火計
提高戰場指令中「火計」成功率的能力。
落石
提高戰場指令中「落石」成功率的能力。
同討
提高戰場指令中「同討」成功率的能力。
天變
改變天候的能力。遊戲初期設定中有此能力的武將有諸葛亮與張魯。持有遊戲寶物「遁甲天書三巻」的武将也可使用此計策，實行此計策的武將體力會下降。
風變
改變風向的能力。遊戲初期設定中有此能力的武將有諸葛亮、姜維、木鹿大王。持有遊戲寶物「太平要術之書」的武将也可使用此計策，實行此計策的武將體力會下降。
混乱
提高戰場指令中「混乱」成功率的能力。
連環
提高海戦時於戰場指令中「連環」成功率的能力。
落雷
使用戰場指令中「落雷」攻擊的能力。
修復
提高攻城戰時戰場指令中「修復」成功率的能力。
罵声
提高戰場指令中「罵声」成功率的能力。
虚報
提高戰場指令中「虚報」成功率的能力。
以上的特殊能力可以藉由實行指令的經驗值的累積，或面會來訪的旅行者獲得。

## 部隊編成
本作之前的舊作，都是由一名武將率領一個部隊；本作變更為最多可以3名武將同時率領一個部隊。部隊可以設主將1人，副將2人，部隊的攻撃力由各武將的統率力決定，武力值改為與「單挑」指令做關聯。
部隊的智力值為3人當中最高者決定，如此可以用智力高的武將擔任副將，以補足主將武力高但智力低的弱點。

## 旅行者
遊戲中共有8名在各地來回旅遊的名士登場。他們通常會告訴君主某個他們去過的都市情報。反之，玩家君主也可訪問他們，有機會獲得遊戲寶物或得到傳授特殊能力。此外，他們有時也會告訴君主埋伏武将的情報。
于吉
生病或受傷的武将可以治好，持有寶物是「太平清領道」。
華佗
生病或受傷的武将可以治好，持有寶物是「青嚢書」。
管輅・普淨
可預告武將的寿命。
許子将・司馬徽
可傳授武將特殊能力。
左慈
會給予持有寶物「遁甲天書三卷」。
馬鈞
受訪都市的技術力會上昇。

## 劇本
前作每個劇本的開始年都是1月，於本作之後，劇本開始月的設定做了變更，以求更詳細的重現各時代的狀況，以下為日文版標題（括號中為中文版標題）：
- 1　189年12月「董卓、都洛陽を制す」（董卓廢少帝，火燒洛陽）
- 2　194年11月「飛将軍、中原に舞う」（群雄爭中原，曹操崛起）
- 3　201年10月「劉備、新野に雌伏す」（河北風暴起，春臨荊州）
- 4　208年9月「臥龍、赤壁に飛翔す」（孔明借東風，赤壁鏖兵）
- 5　221年4月「漢朝滅び三國鼎立す」（曹丕廢漢帝，三國鼎立）
- 6　235年2月「巨星、五丈原に堕つ」（星落五丈原，姜維繼志）

以下是PK版的追加劇本標題：
- 1　189年6月「奸雄、漢を盗み、天下を統一す」（奸雄篡漢位，君臨天下）：全中國除了3個都市外，全由曹操支配的假想劇本，曹操是非玩家角色，不能選擇。
- 2　190年5月「大陸荒廃し、三雄、ここに立つ」（大陸變荒蕪，三雄不讓）：全中國除了曹操、劉備、孫堅各支配1個都市外，其餘均為空白地的假想劇本。
- 3　225年1月「蛮王南北で蜂起し、戦乱起きる」（南北烽火起，戰亂不斷）：時間設定為諸葛亮南征前夕。除了曹丕、劉禪及孫權外，亦加入了孟獲及徹里吉兩個勢力。

## 音樂商品

### CD
- 三國志IV KECH-1057
- 光栄オリジナルBGM集Vol.12 三國志IV/提督之決斷IIKECH-1079（※採用了超級任天堂版的音源）